# Xanthoparmelia dayiana
Xanthoparmelia dayiana är en lavart som först beskrevs av Elix & P. M. Armstr., och fick sitt nu gällande namn av Elix & J. Johnst. Xanthoparmelia dayiana ingår i släktet Xanthoparmelia och familjen Parmeliaceae.   Inga underarter finns listade i Catalogue of Life.